# Норрис, Аарон
Аарон Норрис (англ. Aaron Norris; род. 23 ноября 1951, Гардина, Калифорния) — американский киноактёр, продюсер, кинорежиссёр. Родной брат Чака Норриса.

## Биография
Аарон и его братья Уилланд и Карлос Рэй (более известный как Чак Норрис) родились в семье автомеханика. Их дед был ирландцем, а мать происходила из индейцев чероки. Во время войны во Вьетнаме Аарон и Уилланд завербовались в армию, Аарон проходил службу в Южной Корее. Карьеру в кино начал каскадёром, затем были небольшие роли в фильмах. В середине 1980-х начал писать сценарии к фильмам, в 1988 году срежиссировал свой первый фильм «Без вести пропавшие 3». Главную роль — полковника Брэддока — исполнил Чак Норрис, а сам фильм посвящён Уилланду, который погиб на войне во Вьетнаме в 1970 году в возрасте 27 лет.

## Фильмы

### Актёр
- 1978 — Хорошие парни ходят в чёрном /Good Guys Wear Black
- 1979 — A Force of One
- 1980 — Октагон /The Octagon
- 1981 — Raider Stone
- 1983 — Одинокий волк Маккуэйд /Lone Wolf McQuade
- 1983 — Deadly force
- 1996 — Убить любой ценой /Overkill
- 2005 — Ювелир /The Cutter

### Режиссёр
- 1988 — «Брэддок: Без вести пропавшие 3» / Braddock: Missing in Action III
- 1988 — «Командир взвода» / Platoon Leader
- 1990 — «Отряд «Дельта» 2» / Delta Force 2: The Colombian Connection
- 1991 — «Агент» / The Hitman
- 1992 — «Парный удар» / Sidekicks
- 1993 — «Крутой Уокер: Правосудие по-техасски» / Walker, Texas Ranger
- 1993 — «Хороший полицейский, плохой полицейский» / Good Cop/Bad Cop
- 1994 — «Порождение ада» / Hellbound
- 1995 — «Суперищейка» / Top Dog
- 1996 — «Лесной воин» / Forest Warrior
- 2005 — «Крутой Уокер: Испытание огнём» / Walker, Texas Ranger: Trial by Fire

1. ↑  Internet Movie Database (англ.) — 1990.
2. ↑  Aaron Norris // GeneaStar